# NGC 379
NGC 379 è una galassia lenticolare situata nella costellazione dei Pesci a una distanza di 195,5 milioni di anni luce dal Sistema solare. Fu scoperta il 12 settembre 1784 da William Herschel.
Insieme alle galassie NGC 380, NGC 382, NGC 383, NGC 385, NGC 386, NGC 392 e NGC 410 costituiscono il Gruppo di NGC 383, che a sua volta è uno dei gruppi di galassie che formano l'Ammasso dei Pesci. Secondo l'Atlas of Peculiar Galaxies, elaborato da Halton Arp, NGC 375, NGC 379, NGC 380, NGC 382, NGC 383, NGC 384, NGC 385, NGC 386, NGC 387 e NGC 388 formerebbero una catena di galassie catalogata come Arp 331 (Pisces Chain). Tuttavia alcune di queste galassie hanno distanze marcatamente diverse e non potrebbero formare un vero e proprio gruppo.